# كأس الكونكاكاف الذهبية
الكأس الذهبية (بالإنجليزية: CONCACAF Gold Cup) هي أهم بطولة كرة قدم وطنية تقام في نطاق اتحاد أمريكا الشمالية لكرة القدم الملقب بـالكونكاكاف، وهي خلاف الكاس الذهبية التي تحول اسمها إلى كأس القارات عام 1992م. وتضم تلك البطولة المنتخبات المنافسة من شمال ووسط القارة الأمريكية، بالإضافة إلى دعوة ثلاثة فرق من على مستوى العالم للمشاركة في البطولة. وقد استضافت الولايات المتحدة الأمريكية البطولة كل مرة بالإضافة إلى تنظيم مشترك مرتين مع دولة المكسيك.
أقيمت أول بطولة للكأس الذهبية في العام 1963، ولم تلعب تلك البطولة من فترة ما بين عامي 1973 و1989 وكان يعدّ الفريق المتأهل من تصفيات كأس العالم لكرة القدم عن الاتحاد هو بطل منطقة شمال ووسط أمريكا.
في عام 1991، عادت تلك البطولة للحياة باسم الكأس الذهبية، ومنذ ذلك الحين فاز منتخب المكسيك بالبطولة ست مرات، والولايات المتحدة الأمريكية أربعة مرات، وكندا مرة واحدة.

## التاريخ

### بطولة ما قبل الكونكاكاف
قبل تشكيل اتحاد أمريكا الشمالية (بما في ذلك أمريكا الوسطى) والاتحاد الكاريبي لكرة القدم في عام 1961، تم تقسيم اتحاد كرة القدم في المنطقة إلى أقسام إقليمية أصغر. تتألف الهيئتان الرئيسيتان من اتحاد كرة القدم في أمريكا الوسطى ومنطقة البحر الكاريبي (CCCF) الذي تأسس عام 1938 (يتكون من أمريكا الوسطى ومعظم منطقة الكاريبي) واتحاد أمريكا الشمالية لكرة القدم (NAFC) الذي تأسس في عام 1946 (يتكون من دول أمريكا الشمالية، الولايات المتحدة والمكسيك وكندا وكوبا).
أقام كل اتحاد مسابقته الخاصة، بطولة أمريكا الوسطى ومنطقة البحر الكاريبي وبطولة أمريكا الشمالية لكرة القدم. عقدت 10 نُسخ من البطولة الأولى من عام 1941 إلى عام 1961، وفازت كوستاريكا بسبع بطولات ('1941، '1946، '1948، '1953، '1955، '1960، '1961) وواحدة لكل من السلفادور ('1943)، وبنما (1951) وهايتي (1957). أُقيمت أربع نُسخ من بطولة أمريكا الشمالية، في عامي 1947 و 1949، ثم بعد غياب 41 عامًا، عادت سنة 1990 و1991 لمنطقة أمريكا الشمالية باسم كأس أمم أمريكا الشمالية، وقد فازت المكسيك بالبطولة ثلاث مرات (1947، 1949، 1991)، وفازت كندا مرة واحدة (1990).

### بطولة أبطال الكونكاكاف (1963-1989)
تأسست بطولة أمم الكونكاكاف (CONCACAF Campeonato de Naciones) في عام 1961 من خلال دمج بطولتي أمريكا الوسطى ومنطقة البحر الكاريبي (NAFC) وبطولة أمريكا الشمالية لكرة القدم (CCCF) مما أدى إلى إقامة بطولة واحدة للقارة. أقيمت أول بطولة للكونكاكاف في عام 1963 في السلفادور، حيث أصبحت كوستاريكا البطل الأول. أقيمت البطولة كل عامين من عام 1963 إلى عام 1973. أقيمت البطولة الثانية في غواتيمالا عام 1965 عندما هزمت المكسيك البلد المضيف في نهائي البطولة المكونة من ستة فرق. أقيمت مسابقة عام 1967 في هندوراس وشهدت تتويج بطل ثالث، هو غواتيمالا. فازت كوستاريكا بلقبها الثاني كمضيف في عام 1969، لتتغلب على غواتيمالا، بينما بعد عامين، فازت المكسيك بالبطولة الثانية مع انتقال البطولة إلى ترينيداد وتوباغو، وهي المرة الأولى في منطقة البحر الكاريبي.

### كأس الكونكاكاف الذهبية
في عام 1990، أصبحت البطولة تُسمّى كأس الكونكاكاف الذهبية، حيث استضافت الولايات المتحدة أول نُسخة في عام 1991، واستضافت أو شاركت في الاستضافة في النُّسخ اللاحقة (حتى سنة 2019). كان البلد المضيف هو البطل الافتتاحي للبطولة المكونة من ثمانية فرق. سيطرت المكسيك على الفترة المتبقية من العقد، حيث فازت بثلاثة ألقاب متتالية، في 1993 و1996 و1998.
في عام 1996، شارك المنتخب البرازيلي ضيفا في البطولة. تمت دعوة الضيوف للمشاركة في بطولات الكأس الذهبية الست من عام 1996 إلى عام 2005. بدءًا من كأس كونكاكاف الذهبية 2000، تم زيادة عدد المنتخبات المُشاركة في البطولة إلى اثني عشر فريقًا، وبالنسبة لبطولة 2007، تم التنافس على الكأس الذهبية مرة أخرى حصريًا من قبل الدول داخل الكونكاكاف.
نجح المنتخب الأمريكي المُضيف لكأس الكونكاكاف الذهبية 2007 في الدفاع عن لقبه بالفوز على المكسيك في النهائي 2-1 في شيكاغو. واحتلت كندا وغوادلوب المركز الثالث. فازت المكسيك بالكأس الذهبية 2009 بفوزها على الولايات المتحدة 5-0. في الكأس الذهبي للكونكاكاف 2011، هزمت المكسيك الولايات المتحدة 4-2 في المباراة النهائية بينما فازت الولايات المتحدة بالكأس الذهبية 2013 بفوزها على بنما 1-0.
منذ تشكيل الكأس الذهبية عام 1991، فازت المكسيك بالبطولة ثماني مرات، وست مرات للولايات المتحدة، ومرة واحدة لكندا. بينما جاء في الوصافة كل من البرازيل وكولومبيا وكوستاريكا وهندوراس وبنما وجامايكا.
قبل عام 2015، عندما لم تكن الكأس الذهبية تُنظّم مع كأس القارات في نفس العام، كان الفائز أو الفريق صاحب المركز الأعلى يتأهل إلى البطولة. في عام 2015، ونظراً لوجود بطولتي كأس كونكاكاف الذهبية خلال الفترة بين كأس القارات 2013 وكأس القارات 2017، قرر اتحاد أمريكا الشمالية لكرة القدم أن يلعب بطل نسخة كأس الكونكاكاف الذهبية 2013 مع بطل نسخة كأس الكونكاكاف الذهبية 2015، والفائز سيتأهل للمشاركة في منافسات كأس القارات 2017. في المباراة الفاصلة تقابلت المكسيك بطلة النسخة الأخيرة لكأس الكونكاكاف الذهبية 2015 مع الولايات المتحدة بطل كأس الكونكاكاف الذهبية 2013، انتهى اللقاء الفاصل بين المنتخبين بفوز المكسيك بنتيجة 3-2 بعد اللجوء الوقت الإضافي، حيث انتّى الوقت الأصلي بالتعادل الإيجابي 1-1.
في يناير 2017، أعلن فيكتور مونتالياني عن توسيع عدد المنتخبات في الكأس الذهبية من 12 إلى 16، بدءًا من بطولة 2019. في نوفمبر 2018، تم الإعلان عن كوستاريكا كواحدة من الدول المستضيفة لبطولة 2019، حيث من المقرر أن تقام مباراة للمجموعة الثانية في ملعب كوستاريكا الوطني. في أبريل 2019، أُعلن أن جامايكا ستستضيف مباراة للمجموعة الثالثة في ملعب حديقة الاستقلال.

## قائمة النهائيات بطوله ماقبل الكونكاكاف
| كأس بطولة الكونكاكاف (1963–1989) | كأس بطولة الكونكاكاف (1963–1989) | كأس بطولة الكونكاكاف (1963–1989) | كأس بطولة الكونكاكاف (1963–1989) | كأس بطولة الكونكاكاف (1963–1989) | كأس بطولة الكونكاكاف (1963–1989) | كأس بطولة الكونكاكاف (1963–1989) | كأس بطولة الكونكاكاف (1963–1989) | كأس بطولة الكونكاكاف (1963–1989) | كأس بطولة الكونكاكاف (1963–1989) |
| -------------------------------- | -------------------------------- | -------------------------------- | -------------------------------- | -------------------------------- | -------------------------------- | -------------------------------- | -------------------------------- | -------------------------------- | -------------------------------- |
| النسخة.                          | العام                            | المضيف                           |                                  | الترتيب النهائي للمجموعة         | الترتيب النهائي للمجموعة         | الترتيب النهائي للمجموعة         | الترتيب النهائي للمجموعة         |                                  | عدد المنتخب المشاركة             |
| النسخة.                          | العام                            | المضيف                           | البطل                            | الوصيف                           | المركز الثالث                    | المركز الرابع                    |                                  |                                  | عدد المنتخب المشاركة             |
| 1                                | 1963                             | السلفادور                        | كوستاريكا                        | السلفادور                        | جزر الأنتيل الهولندية            | هندوراس                          | 9                                |                                  |                                  |
| 2                                | 1965                             | غواتيمالا                        | المكسيك                          | غواتيمالا                        | كوستاريكا                        | السلفادور                        | 6                                |                                  |                                  |
| 3                                | 1967                             | هندوراس                          | غواتيمالا                        | المكسيك                          | هندوراس                          | ترينيداد وتوباغو                 | 6                                |                                  |                                  |
| 4                                | 1969                             | كوستاريكا                        | كوستاريكا                        | غواتيمالا                        | جزر الأنتيل الهولندية            | المكسيك                          | 6                                |                                  |                                  |
| 5                                | 1971                             | ترينيداد وتوباغو                 | المكسيك                          | هايتي                            | كوستاريكا                        | كوبا                             | 6                                |                                  |                                  |
|                                  |                                  |                                  | فترة تصفيات كأس العالم           |                                  |                                  |                                  |                                  |                                  |                                  |
| 6                                | 1973                             | هايتي                            | هايتي                            | ترينيداد وتوباغو                 | المكسيك                          | هندوراس                          | 6                                |                                  |                                  |
| 7                                | 1977                             | المكسيك                          | المكسيك                          | هايتي                            | السلفادور                        | كندا                             | 6                                |                                  |                                  |
| 8                                | 1981                             | قالب:بيانات بلد الهندوراس        | هندوراس                          | السلفادور                        | المكسيك                          | كندا                             | 6                                |                                  |                                  |
| 9                                | 1985                             | كونكاكاف (no fixed venue)        | كندا                             | هندوراس                          | كوستاريكا                        | السلفادور                        | 9                                |                                  |                                  |
| 10                               | 1989                             | كونكاكاف (no fixed venue)        | كوستاريكا                        | الولايات المتحدة                 | ترينيداد وتوباغو                 | غواتيمالا                        | 5                                |                                  |                                  |

| كأس الكونكاكاف الذهبية | كأس الكونكاكاف الذهبية | كأس الكونكاكاف الذهبية                 | كأس الكونكاكاف الذهبية | كأس الكونكاكاف الذهبية    | كأس الكونكاكاف الذهبية | كأس الكونكاكاف الذهبية              | كأس الكونكاكاف الذهبية              | كأس الكونكاكاف الذهبية              | كأس الكونكاكاف الذهبية | كأس الكونكاكاف الذهبية | كأس الكونكاكاف الذهبية | كأس الكونكاكاف الذهبية |
| ---------------------- | ---------------------- | -------------------------------------- | ---------------------- | ------------------------- | ---------------------- | ----------------------------------- | ----------------------------------- | ----------------------------------- | ---------------------- | ---------------------- | ---------------------- | ---------------------- |
| النسخة                 | العام                  | المضيف                                 |                        | النهائى                   | النهائى                | النهائى                             |                                     | مباراة المركز الثالث                | مباراة المركز الثالث   | مباراة المركز الثالث   |                        | عدد المنتخب المشاركة   |
| النسخة                 | العام                  | المضيف                                 | البطل                  | النتيجة                   | الوصيف                 | المركز الثالث                       | النتيجة                             | المركز الرابع                       |                        |                        |                        | عدد المنتخب المشاركة   |
| 1                      | 1991                   | الولايات المتحدة                       | الولايات المتحدة       | 0–0 (ب.و.إ.) (4–3 ر.ج.ت.) | هندوراس                | المكسيك                             | 2–0                                 | كوستاريكا                           | 8                      |                        |                        |                        |
| 2                      | 1993                   | الولايات المتحدة · المكسيك             | المكسيك                | 4–0                       | الولايات المتحدة       | كوستاريكا                           | 1–1 (ب.و.إ.) (1)                    | جامايكا                             | 8                      |                        |                        |                        |
| 3                      | 1996                   | الولايات المتحدة                       | المكسيك                | 2–0                       | البرازيل               | الولايات المتحدة                    | 3–0                                 | غواتيمالا                           | 9                      |                        |                        |                        |
| 4                      | 1998                   | الولايات المتحدة                       | المكسيك                | 1–0                       | الولايات المتحدة       | البرازيل                            | 1–0                                 | جامايكا                             | 10                     |                        |                        |                        |
| 5                      | 2000                   | الولايات المتحدة                       | كندا                   | 2–0                       | كولومبيا               | لم تلعب المباراة                    | لم تلعب المباراة                    | لم تلعب المباراة                    | 12                     |                        |                        |                        |
| 5                      | 2000                   | الولايات المتحدة                       | كندا                   | 2–0                       | كولومبيا               | بيرو · ترينيداد وتوباغو             |                                     |                                     | 12                     |                        |                        |                        |
| 6                      | 2002                   | الولايات المتحدة                       | الولايات المتحدة       | 2–0                       | كوستاريكا              | كندا                                | 2–1                                 | كوريا الجنوبية                      | 12                     |                        |                        |                        |
| 7                      | 2003                   | الولايات المتحدة · المكسيك             | المكسيك                | 1–0 (هـ.ذ.)               | البرازيل               | الولايات المتحدة                    | 3–2                                 | كوستاريكا                           | 12                     |                        |                        |                        |
| 8                      | 2005                   | الولايات المتحدة                       | الولايات المتحدة       | 0–0 (ب.و.إ.) (3–1 ر.ج.ت.) | بنما                   | لم تلعب المباراة                    | لم تلعب المباراة                    | لم تلعب المباراة                    | 12                     |                        |                        |                        |
| 8                      | 2005                   | الولايات المتحدة                       | الولايات المتحدة       | 0–0 (ب.و.إ.) (3–1 ر.ج.ت.) | بنما                   | كولومبيا · هندوراس                  |                                     |                                     | 12                     |                        |                        |                        |
| 9                      | 2007                   | الولايات المتحدة                       | الولايات المتحدة       | 2–1                       | المكسيك                | كندا · منتخب جزر غوادلوب لكرة القدم | كندا · منتخب جزر غوادلوب لكرة القدم | كندا · منتخب جزر غوادلوب لكرة القدم | 12                     |                        |                        |                        |
| 10                     | 2009                   | الولايات المتحدة                       | المكسيك                | 5–0                       | الولايات المتحدة       | كوستاريكا · هندوراس                 | كوستاريكا · هندوراس                 | كوستاريكا · هندوراس                 | 12                     |                        |                        |                        |
| 11                     | 2011                   | الولايات المتحدة                       | المكسيك                | 4–2                       | الولايات المتحدة       | هندوراس · بنما                      | هندوراس · بنما                      | هندوراس · بنما                      | 12                     |                        |                        |                        |
| 12                     | 2013                   | الولايات المتحدة                       | الولايات المتحدة       | 1–0                       | بنما                   | هندوراس · المكسيك                   | هندوراس · المكسيك                   | هندوراس · المكسيك                   | 12                     |                        |                        |                        |
| 13                     | 2015                   | الولايات المتحدة · كندا                | المكسيك                | 3–1                       | جامايكا                | بنما                                | 1–1 وقت إضافي (3–2 ر.ج.ت.)          | الولايات المتحدة                    | 12                     |                        |                        |                        |
| 14                     | 2017                   | الولايات المتحدة                       | الولايات المتحدة       | 2–1                       | جامايكا                | لم تلعب المباراة                    | لم تلعب المباراة                    | لم تلعب المباراة                    | 12                     |                        |                        |                        |
| 14                     | 2017                   | الولايات المتحدة                       | الولايات المتحدة       | 2–1                       | جامايكا                | كوستاريكا · المكسيك                 |                                     |                                     | 12                     |                        |                        |                        |
| 15                     | 2019                   | الولايات المتحدة · كوستاريكا · جامايكا | المكسيك                | 1–0                       | الولايات المتحدة       | هايتي · جامايكا                     | هايتي · جامايكا                     | هايتي · جامايكا                     | 16                     |                        |                        |                        |
| 16                     | 2021                   | الولايات المتحدة                       | الولايات المتحدة       | 1–0 (ب.و.إ.)              | المكسيك                | كندا · قطر                          | كندا · قطر                          | كندا · قطر                          | 16                     |                        |                        |                        |

- ب.و.إ.: بعد الوقت الإضافي
- هـ.ذ.: هدف ذهبي
- ر.ج.ت.: ركلات جزاء ترجيحية

(1) تقاسم كل من منتخب كوستاريكا لكرة القدم ومنتخب جامايكا لكرة القدم المركز الثالث فيما بينهم.

## سجل الأبطال
| المنتخب               | البطل                                                                              | الوصيف                                       | المركز الثالث                     | المركز الرابع              |
| --------------------- | ---------------------------------------------------------------------------------- | -------------------------------------------- | --------------------------------- | -------------------------- |
| المكسيك               | 13 (1965, 1971, 1977 ‏, 1993، 1996، 1998، 2003، 2009، 2011، 2015، 2019, 2023، 2025) | 3 (1967, 2007، 2021)                         | 5 (1973, 1981 ‏, 1991، 2013، 2017) | 1 (1969)                   |
| الولايات المتحدة      | 7 (1991، 2002، 2005، 2007، 2013، 2017، 2021)                                       | 7 (1989, 1993، 1998، 2009، 2011، 2019، 2025) | 2 (1996، 2003)                    | 1 (2015)                   |
| كوستاريكا             | 3 (1963, 1969, 1989)                                                               | 1 (2002)                                     | 4 (1965, 1971, 1985 ‏, 1993)       | 4 (1991، 2003، 2009، 2017) |
| كندا                  | 2 (1985 ‏, 2000)                                                                    | —                                            | 3 (2002، 2007، 2021)              | 2 (1977 ‏, 1981 ‏)           |
| هندوراس               | 1 (1981 ‏)                                                                          | 2 (1985 ‏, 1991)                              | 3 (1967, 2005، 2009)              | 4 (1963, 1973, 2011، 2013) |
| هايتي                 | 1 (1973)                                                                           | 2 (1971, 1977 ‏)                              | 1 (2019)                          | —                          |
| غواتيمالا             | 1 (1967)                                                                           | 2 (1965, 1969)                               | —                                 | 2 (1989, 1996)             |
| بنما                  | —                                                                                  | 2 (2005، 2013)                               | 2 (2011، 2015)                    | —                          |
| السلفادور             | —                                                                                  | 2 (1963, 1981 ‏)                              | 1 (1977 ‏)                         | 2 (1965, 1985 ‏)            |
| جامايكا               | —                                                                                  | 2 (2015، 2017)                               | 1 (1993)                          | 2 (1998، 2019)             |
| البرازيل 1            | —                                                                                  | 2 (1996، 2003)                               | 1 (1998)                          | —                          |
| ترينيداد وتوباغو      | —                                                                                  | 1 (1973)                                     | 2 (1989, 2000)                    | 1 (1967)                   |
| كولومبيا 1            | —                                                                                  | 1 (2000)                                     | —                                 | 1 (2005)                   |
| جزر الأنتيل الهولندية | —                                                                                  | —                                            | 2 (1963, 1969)                    | —                          |
| قطر 1                 | —                                                                                  | —                                            | 1 (2021)                          | —                          |
| كوبا                  | —                                                                                  | —                                            | —                                 | 1 (1971)                   |
| بيرو 1                | —                                                                                  | —                                            | —                                 | 1 (2000)                   |
| كوريا الجنوبية 1      | —                                                                                  | —                                            | —                                 | 1 (2002)                   |
| غوادلوب               | —                                                                                  | —                                            | —                                 | 1 (2007)                   |

1 منتخبات زائرة.